# Emmanuelle Nicot
Emmanuelle Nicot (Sedan, 18 novembre 1985) è una regista e sceneggiatrice francese, vincitrice del Premio Magritte.

## Biografia
Nata in Francia, compie gli studi superiori in Belgio, diplomandosi presso l'"Istituto di arti Radiotelevisive" di Ottignies-Louvain-la-Neuve. Autrice di cortometraggi, debutta come sceneggiatrice e regista di un lungometraggio con L'amore secondo Dalva, che ottiene rilevanza internazionale.

## Filmografia
- L'amore secondo Dalva (Daiva) (2022)

## Premi
- 2024 - Premio Magritte
  - Miglior film
  - Migliore opera prima
  - Miglior regista
  - Migliore sceneggiatura